# Rudolph G. Tenerowicz

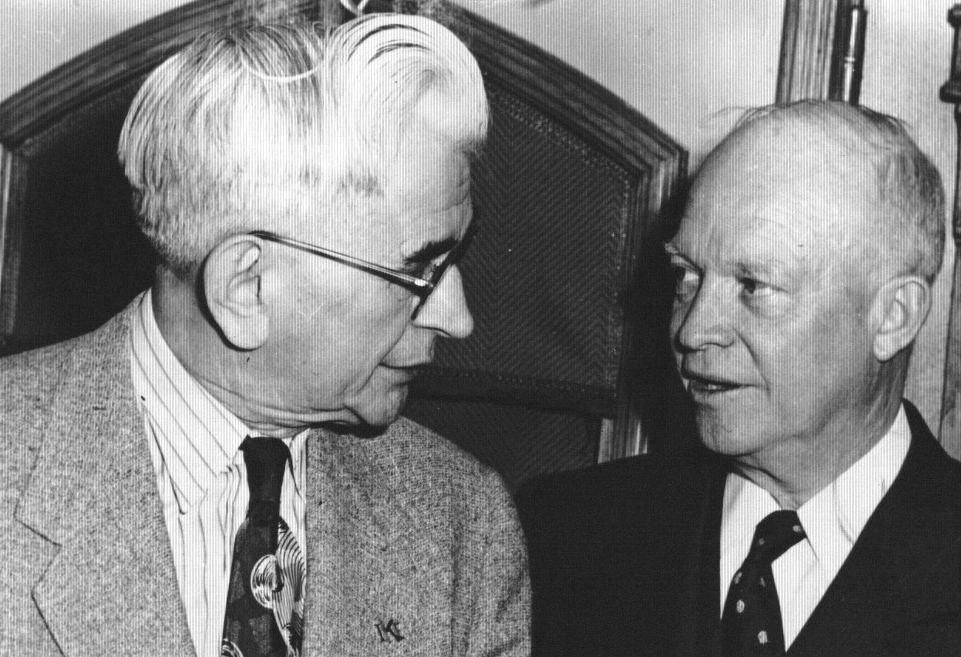
Rudolph Tenerowicz (links) mit US-Präsident Dwight D. Eisenhower

Rudolph Gabriel Tenerowicz (* 14. Juni 1890 in Budapest, Österreich-Ungarn; † 31. August 1963 in Hamtramck, Michigan) war ein US-amerikanischer Politiker. Zwischen 1939 und 1943 vertrat er den Bundesstaat Michigan im US-Repräsentantenhaus.

## Werdegang
Im Jahr 1892 kam Rudolph Tenerowicz mit seinen Eltern aus Ungarn in die Vereinigten Staaten, wo sie sich in Adrian (Pennsylvania) niederließen. Dort besuchte er die öffentlichen Schulen. Danach studierte er an verschiedenen Orten in den Bundesstaaten New York und Michigan. Nach einem anschließenden Medizinstudium an der Loyola University Chicago und seiner im Jahr 1912 erfolgten Zulassung als Arzt begann er bis 1923 in Chicago in seinem neuen Beruf zu arbeiten. Während des Ersten Weltkrieges war er in den Jahren 1917 und 1918 Oberleutnant im medizinischen Dienst der US Army. Zwischen 1919 und 1934 gehörte er als Hauptmann der medizinischen Reserve der Armee an. Im Jahr 1923 verlegte Rudolph Tenerowicz seinen Wohnsitz und seine Arztpraxis nach Hamtramck in Michigan. Gleichzeitig begann er eine politische Laufbahn als Mitglied der Demokratischen Partei.
Zwischen 1928 und 1932 sowie nochmals von 1936 bis 1938 war er Bürgermeister der Stadt Hamtramck. Sieben Jahre lang saß er im Kreisrat (County Board of Supervisors) im Wayne County. Bei den Kongresswahlen des Jahres 1938 wurde Tenerowicz im ersten Wahlbezirk von Michigan in das US-Repräsentantenhaus in Washington, D.C. gewählt, wo er am 3. Januar 1939 die Nachfolge von George G. Sadowski antrat. Nach einer Wiederwahl konnte er bis zum 3. Januar 1943 zwei Legislaturperioden im Kongress absolvieren. Dort wurden bis 1941 noch weitere New-Deal-Gesetze der Bundesregierung verabschiedet. Seit dem japanischen Angriff auf Pearl Harbor am 7. Dezember 1941 und dem daraus resultierendem Kriegseintritt der Vereinigten Staaten wurde auch die Arbeit des Kongresses von den Ereignissen des Zweiten Weltkrieges bestimmt.
Im Jahr 1942 wurde Tenerowicz von den Demokraten nicht mehr zur Wiederwahl nominiert. Anschließend trat er zur Republikanischen Partei über. In den Jahren 1948, 1950, 1952 und 1954 bewarb er sich erfolglos als deren Kandidat um seine Rückkehr in den Kongress. Ansonsten arbeitete er wieder als Arzt in Hamtramck. Dort ist er am 31. August 1963 auch verstorben. Er wurde auf dem Nationalfriedhof Arlington beigesetzt. Rudolph Tenerowicz war seit 1937 mit Margaret Agnes McGuire Tenerowicz verheiratet, mit der eine gemeinsame Tochter hatte. Seine Frau brachte noch weitere Kinder aus einer früheren Ehe in die Familie.